# Flower (canção de L'Arc~en~Ciel)
"Flower" (estilizado em minúsculas) é o sexto single da banda japonesa L'Arc~en~Ciel, lançado em 17 de outubro de 1996. Atingiu a 5ª posição na Oricon Singles Chart e permaneceu na parada por 25 semanas. Foi certificado disco de ouro pela RIAJ no mês seguinte ao lançamento por vender mais de 100 mil cópias, e em janeiro de 1999 se tornou disco de platina por vender mais de 400 mil cópias.  Foi relançado em 30 de agosto de 2006.

## Faixas
Todas as faixas escritas e compostas por Hyde. 
| N.º            | Título                      | Duração |  |
| 1.             | "Flower"                    | 4:59    |  |
| 2.             | "Sayonara" (さようなら)     | 4:30    |  |
| 3.             | "Flower" (Hydeless Version) | 4:57    |  |
| Duração total: | Duração total:              | 14:26   |  |

## Ficha técnica
- Hyde – vocais
- Ken – guitarra
- Tetsu – baixo
- Sakura – bateria

## Desempenho
| Parada (1996) | Melhor posição |
| ------------- | -------------- |
| Oricon        | 5              |